# Abbas I el Gran
Abbas I el Gran (persa: شاه عباس بزرگ‎)  (Herat, 27 de gener de 1571 - Behxahr, 19 de gener de 1629) també conegut com a Abbas I de Pèrsia  fou xa de la dinastia safàvida de Pèrsia, fill i successor de Muhammad Khudabanda el 1588. Va morir a Mazanderan el 1629 després de regnar 41 anys.

## Biografia
El xa Ismaïl II de Pèrsia va ordenar eixorbar o matar diversos parents entre els quals Abbas; nou d'aquests parents almenys foren morts o cegats però abans de la mort d'Abbas, que era a Herat, Ismail II fou assassinat per un grup d'amirs el 24 de novembre de 1577; l'orde contra Abbas fou revocada; aquesta revocació haguera arribat tard, però el governador d'Herat, Ali Kuli Khan Shamlu la va demorar tant com va poder; llavors aquest fou nomenat preceptor del príncep. A Ismail II el va succeir Muhàmmad Khodabanda, el pare d'Abbas, el qual era ja gran i patia de manca de vista; estava dominat per la seva dona Mahd-e Olya i després per un grup de caps de les tribus torkman i takkalu.
El 1578, el soldà otomà Murat III va van envair els territoris de l'Imperi Safàvida al Caucas, que estaven afeblits, amb l'objectiu de conquerir l'Azerbaidjan i el Caucas a través d'Ardahan, prenent Akhaltsikhe l'agost de 1576, Tiflis l'agost de 1578, i Kars i Tabriz el 1585.
L'abril/maig del 1581 les tribus ostajlu i shamlu es van revoltar al Khorasan i van jurar fidelitat a Abbas i fins i tot van emetre moneda en nom seu, però l'exèrcit reial va anar al Khorasan i va desfer la revolta ràpidament i el seu cap, Ali Kuli Khan Shamlu, el governador d'Herat i preceptor d'Abbas, va jurar fidelitat al xa i al seu hereu designat Hamza Mirza (germà d'Abbas). El 1583 el visir Mirza Salman fou mort a Gurian quan va intentar eliminar el poder de les tribus kizilbaixi, que de fet governaven el país i el 1585 i el cap kizilbaixi, Murshid Kuli Khan Ustadjlu, governador de Kvaf i Bakarz, es va apoderar de Mashad. Ali Kuli Khan Shamlu fou enviat a reprimir la revolta, es va lliurar batalla, i Abbas va caure presoner de Murshid. Mentre les tribus turcmanes i takkalu es van revoltar a Qazwin, la capital del país, en favor de Tahmasp, un altre germà d'Abbas, però la revolta fou sufocada immediatament per Hamza Mirza. Aquest va morir al cap d'uns mesos en la campanya contra els otomans del 1586, i la tribu ostadjlu va donar suport a la reclamació al tron d'Abu Talib, un altre germà d'Abbas, però el seu intent de proclamar-lo xa immediatament, fou avortat.
Murshid va sondejar a altres amirs de Qazwin per veure el suport que tindria Abbas, al que tenia en el seu poder, i que sempre havia estat afavorit pels ustadjlu i els shamlu, i els emirs en general li van donar suport. Murshid estava considerant de marxar cap a Qazwin per proclamar Abbas quan es va produir una invasió del Khorasan que dominava des del 1585 pels uzbeks (desembre del 1587). Pensant que podia perdre el Khorasan i quedar-se sense cap domini, Murshid no va defensar el territori i va marxar cap a Qazwin per proclamar a Abbas; pel camí es va assegurar el suport dels turcmans de Semnan, Kashan i Hamadan, dels afshars de Yadz, Abarkuh i Kerman i dels Dhu l-Kadr de Fars; va arribar a Qazwin on es va produir una manifestació popular en favor d'Abbas. L'1 d'octubre de 1588 Sultà Muhammad Shah va entregar al seu fill (17 anys) les insígnies de la reialesa, i fou coronat. Murshid fou nomenat wakil-i diwan-i ali el que el convertia en el segon poder de Pèrsia.

## Xa de l'Imperi Safàvida
El regne que va heretar Abbas es trobava en un estat desesperat. L'imperi Otomà s'havia apoderat de grans territoris a l'oest i al nord-oest incloent la ciutat principal de Tabriz i els uzbeks del Kanat de Bukharà havien envaït la meitat del Khorasan al nord-est. L'Iran mateix es va trencar per la lluita entre les diferents faccions dels Kizilbaix, que s'havien burlat de l'autoritat reial matant la reina Khayr al-Nisa Begum el 1579 i el gran visir Mirza Salman Jaberi el 1583.

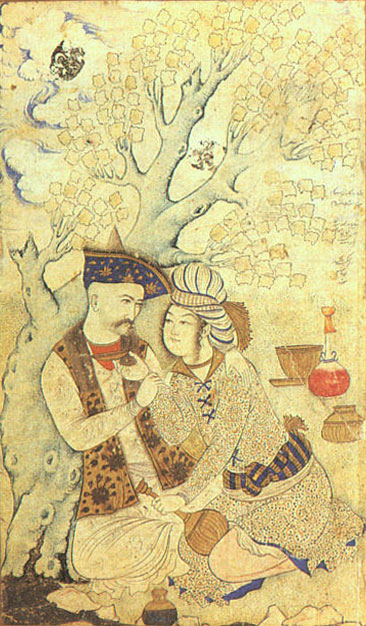
Xa Abbās i el patge. Muhammad Qasim, 1627; Museu del Louvre, París.

Abbas pensava secretament eliminar el poder dels kizilbaixi, però aquests eren la força de l'exèrcit persa, i per això va ordenar formar un nou exèrcit reclutat entre els golaman-e kassa-ye sarifa ("servidors de la corona") coneguts com els ghulam o golams (golam = jove, servidor, esclau) dels quals molts eren georgians, armenis i circassians cristians capturats en les expedicions safàvides al Caucas (alguns georgians eren voluntaris) i s'havien convertit a l'islam sent entrenats pel servei de al corona. La lleialtat dels golams era al xa i no a la tribu.
Un golam, Allahverdi Khan, va acceptar matar Murshid Kuli Khan, que havia esdevingut massa poderós. Progressivament els golams van substituir als kizilbaixis. El nou exèrcit plantejava però problemes: els kizilbaixis estaven manats per caps tribals que eren governadors de província i utilitzaven les taxes i recursos provincials per mantenir als seus homes; el xa va crear noves províncies com a terres de la corona per mantenir al seu exèrcit. La influència dels golams es va accentuar: el qollar-aqasi (comandant dels regiments de golams), i el tofangci-aqasi (comandant dels regiments de mosqueters) van arribar a ser dels principals càrrecs de l'estat; el amir al-omara (comandant en cap dels kizilbaixis) en canvi, va perdre importància fins a desaparèixer, quedant només el qurci-basi, el comandant de les forces kizilbaixis que restaven. Abbas va crear el càrrec de sardar-i lashkar (comandant en cap de l'exèrcit) que va donar al georgià Allahverdī Khan. Després es va crear el títol de sepahsalar (comandant en cap de les forces armades) que va ser per l'armeni Qarshaqay Khan. El càrrec de wakil va desaparèixer mentre es reforçava el de visir (cap de l'administració).
El 1588 Abd Al·lah ibn Iskandar, el kan uzbek dels xibànides de Kanat de Bukharà es va apoderar de Mashad i Herat i va saquejar Sistan, i el 1594 els mogols ocupaven Kandahar, que els perses dominaven des del 1537. Abbas per tenir el camp lliure a orient, va signar amb els otomans un tractat de pau desfavorable el 1590 en el qual l'Azerbaidjan, el Karabagh, Gandja, Karadjadagh i part de Geòrgia, del Luristan i del Kurdistan restaven en mans dels otomans.
El 1598 Abd Al·lah ibn Iskandar va morir i la dinastia dels xibànides va entrar en conflictes interns. Abbas va iniciar l'ofensiva i va derrotar els uzbeks en la batalla d'Herat l'agost de 1598
reconquerint Herat i entrant a Mashad, ciutats que feia deu anys que Pèrsia havia perdut, recuperant el Khorasan i assegurant les fronteres orientals, i la capital de l'Imperi Safàvida fou traslladada de Qazwin a Esfahan que va esdevenir una gran ciutat. L'exèrcit uzbek va rebre un cop tan fort que no van poder recuperar les seves forces durant molt de temps per lluitar amb l'Imperi safàvida. A Merv, Balkh i Astarabad es van instal·lar kans uzbeks vassalls. El 1600/1601 el kan uzbek de Transoxiana Baki Muhammad va conquerir el kanat d'Abd al-Amin de Balkh i Abbas hi va enviar un exèrcit però una epidèmia el va obligar a retirar-se en 1602/1603. El 1602 els perses van ocupar Bahrain al Regne d'Ormuz, vassall de l'Imperi Portuguès des de la Conquesta d'Ormuz.
Reorganitzat l'exèrcit sota la direcció d'Allahvardi Khan, i amb els consells del britànic Robert Sherley, i garantida la seguretat de les fronteres orientals va iniciar l'ofensiva contra els otomans atacant en 1603 l'Azerbaidjan i va ocupar Nakhitxevan i Erevan. Després (1605/1606) va vèncer a l'otomà Cigalazade Pasha a Sis o Sufian, prop de Tabriz i va ocupar Gandja i Tbilisi; els otomans van contraatacar però la política persa de la terra cremada a Cukhur Sad i Nakhitxevan i l'evacuació dels habitants, va fer l'ofensiva poc eficaç. La campanya va continuar, ocupant Xirvan (1607/1608) i recuperant els perses totes les posicions perdudes feia anys fins als límits dels Tractat d'Amasya del 1555.

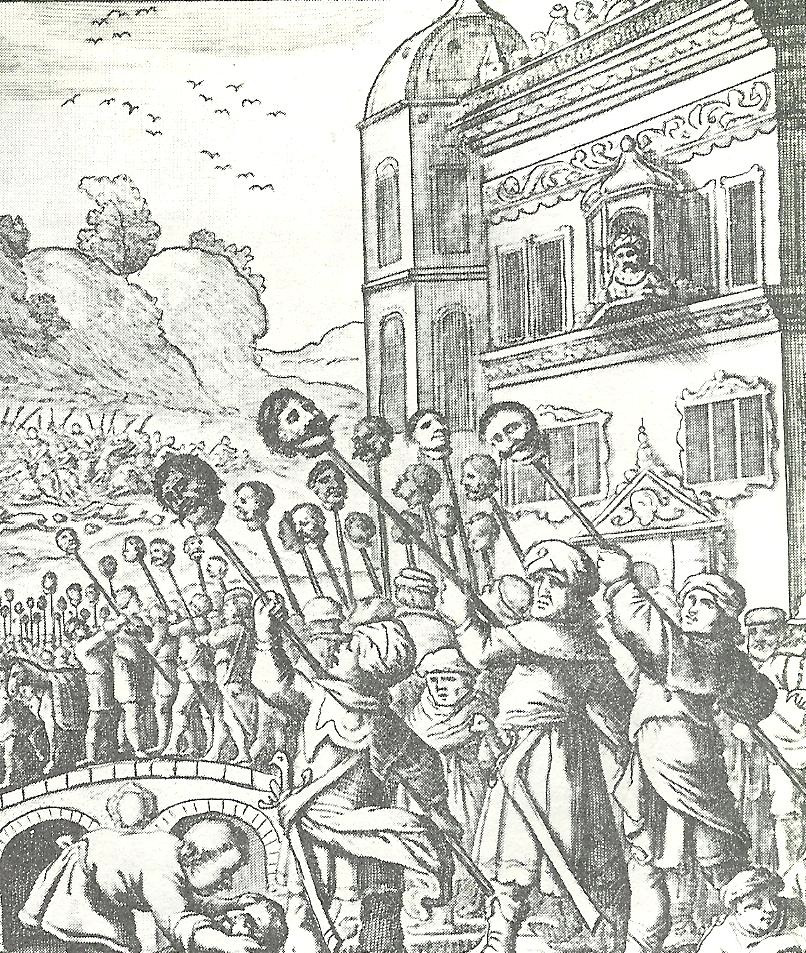
Represa de Tabriz per Abbas el Gran en 1603

En 1613 va imposar Teimuraz a Kakhètia i Luarsab II a Kartli com a governants titelles però el 1614 van fugir a Imerècia cercant protecció otomana. El 1614 Abbas I va enviar un fort exèrcit a Kakhètia sota comandament d'Isa Khan que va ocupar el país i després va passar a Imerècia, ocupant Grem fent milers de presoners i repoblant el país amb turcmans i tàtars. El 1615 Teimuraz va tornar a Geòrgia derrotant aprofitant noves hostilitats entre otomans i safàvides i va derrotar un exèrcit safàvida, però quan els otomans van posposar la invasió de Pèrsia, Abbas va enviar un exèrcit per derrotar Teimuraz i després de signar la pau a Serav el 1618 va intensificar els esforços d'invasió i va nomenar Simó II de Kartli.
El 1620 Abbas es va posar malalt i va designar hereu al seu fill Imam Kuli, però quan es va posar bo el va fer cegar.
El 1621/1622 va reconquerir Kandahar a l'Imperi Mogol, que Akbar havia capturat en 1594, però la revolta de Xa Jahan va impedir que Jahangir la pogués recuperar. El 1622 va expulsar els portuguesos de l'illa d'Ormuz.
El 1623 va reprendre l'ofensiva contra els otomans i va ocupar Bagdad, Kirkuk, Mosul, Najaf, Karbala i Diyarbakir.

## Mort i successió
Per impedir revolucions va deixar de nomenar als prínceps (els seus fills) per governs provincials, i els va confinar a l'harem. Tot i així cap al final del seu regnat va fer matar o cegar alguns membres de la seva família (un fill de nom Muhammad Bakir Mirza fou executat i dos fills -un d'ells Imam Kuli- foren cegats, mentre dos més el van premorir per causes naturals; dos germans d'Abbas, Abu Talib i Tahmasp foren cegats i després tancats a Alamut; la mateixa sort va córrer el seu propi pare) i quan va morir no tenia cap fill capacitat. El va succeir el seu fill Safi.